# Urseren

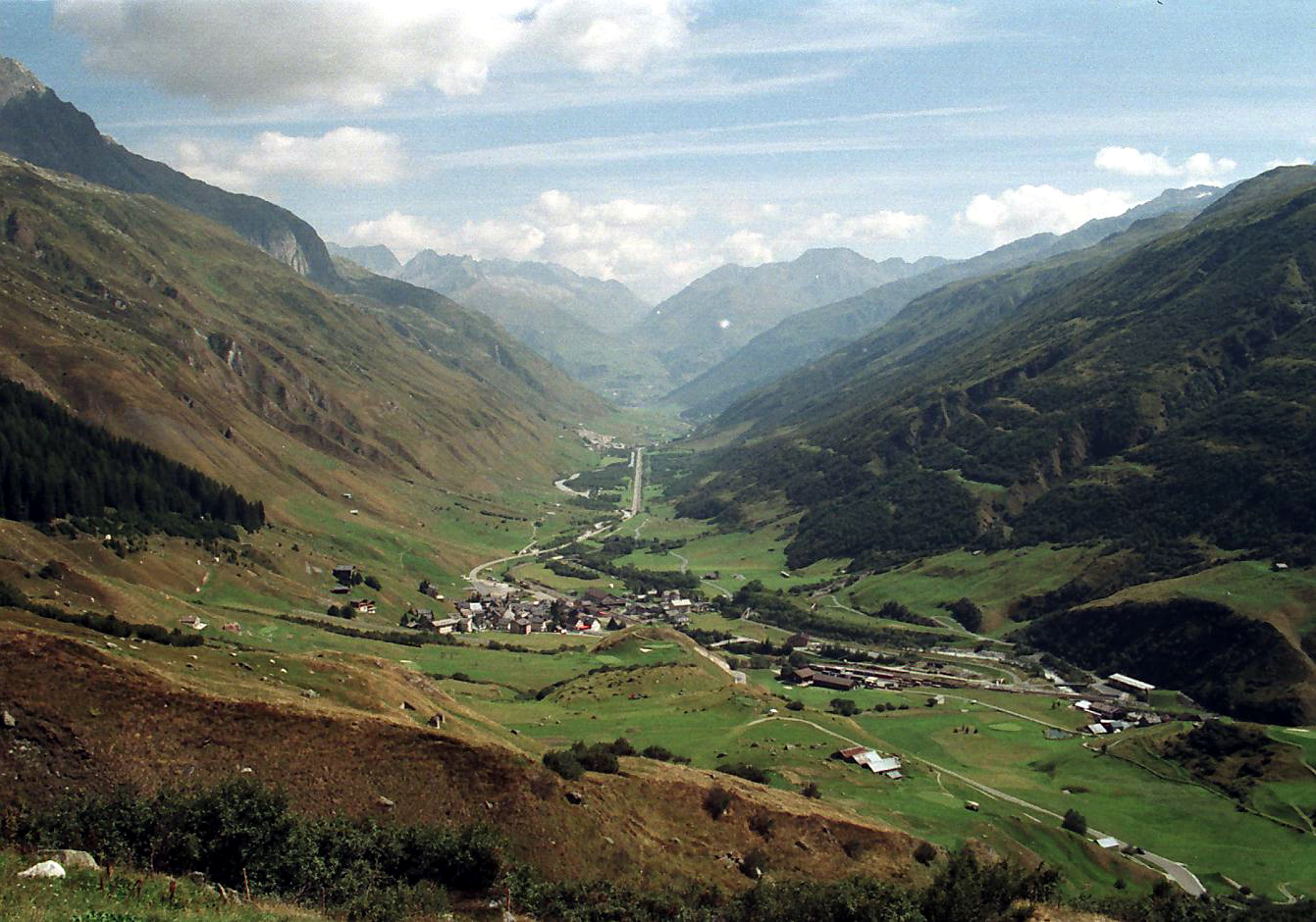
Urseren met zicht op Realp

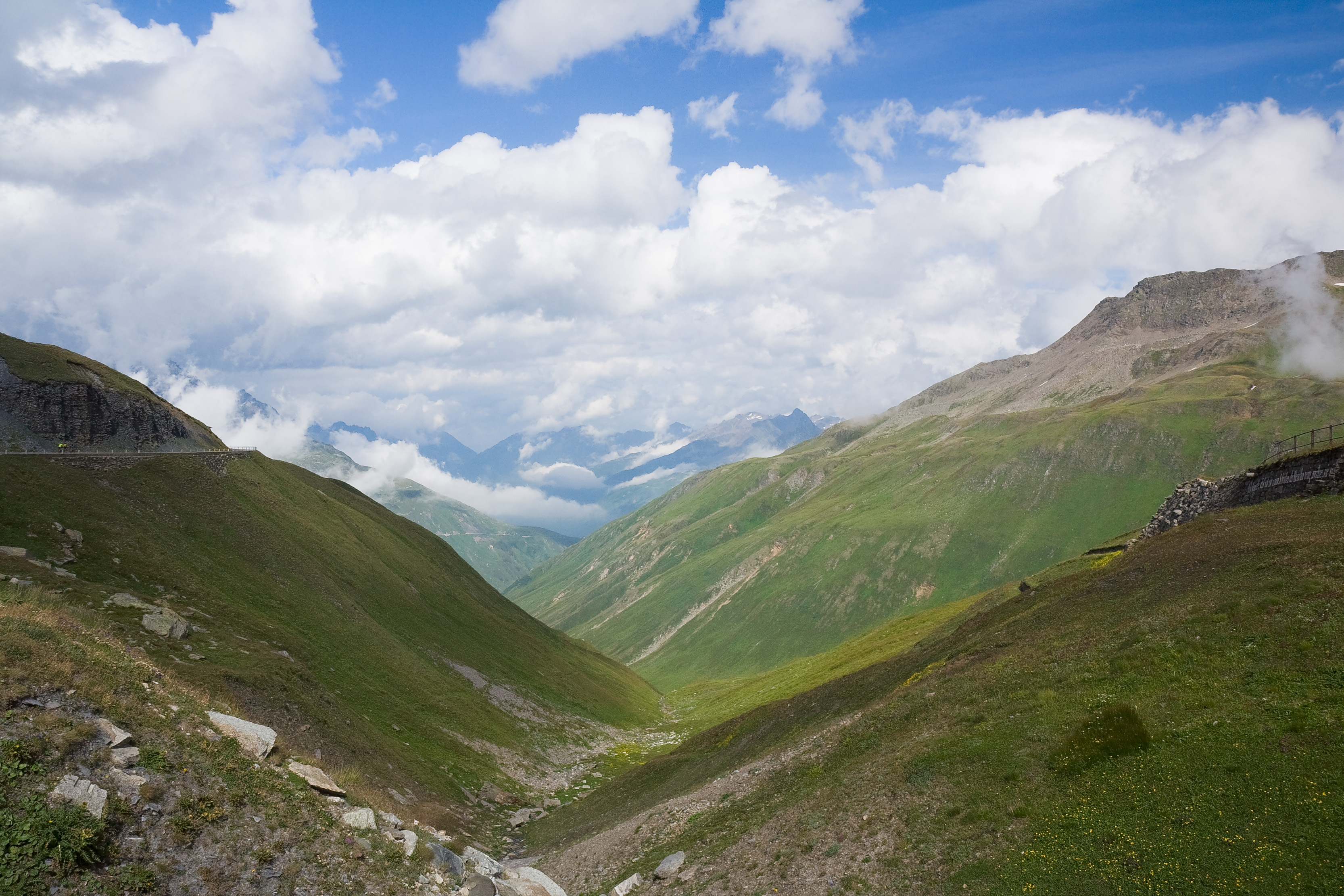
Zicht vanaf de Furkapas op de hoofdvallei van Urseren

Urseren, Ursern of het Urserendal (Reto-Romaans: Val d'Ursera) is een dal in de bovenloop van de Reuss in het uiterste zuiden van het Zwitserse kanton Uri. Urseren vormt een centraal plateau op ongeveer 1.500 meter boven zeeniveau omgeven door het gebergte van de Urner Alpen in het noordwesten, de Glarner Alpen in het noordoosten en het Gotthardmassief aan de zuidzijde met daar tussen de pieken verbindingen langs de Furkapas naar het westen, langs de Gotthardpas naar het zuiden en langs Oberalppas naar het oosten. Het Urserendal bestaat uit de gemeenten Andermatt, Hospental en Realp.

## Geografie
Urseren wordt gevormd door een brede vallei waarbij het centrum van Andermatt het laagst liggend deel van de vallei vormt. In westzuidwestelijke richting strekt de vallei zich uit over een afstand van 15 km tot de Furkapas (die doorgang biedt richting Obergoms, kanton Wallis), in oostnoordoostelijke richting over een afstand van 7 km tot de Oberalppas (richting Surselva, kanton Graubünden). In deze hoofdvallei stroomt de Reuss zelf van Hospental tot Andermatt, in Hospental vloeit de Furkareuss, die ontspringt bij de Furkapas en door het centrum van Realp stroomt, samen met de Gotthardreuss en vormt van die samenvloeiing de Reuss. De Oberalpreuss ontspringt uit het bergmeer van de Oberalpsee, vlak onder de Oberalppas en stroomt westwaarts naar Andermatt waar deze, via de Unteralpreuss, uitmondt in de Reuss.  
Ten zuiden van de centrale vallei zijn er drie belangrijke zijvalleien. Ten zuidwesten van Realp voegt de Witenwasserenreuss zich in de Furkareuss, ten zuiden van Hospental ontspringt de Gotthardreuss uit het smeltwater van de Ghiacciaio di Lucendro, een gletsjer op de zuidoostelijke flank van de Pizzo Lucendro in Ticino en stroomt door het stuwmeer Lago di Lucendro bij de Gotthardpas noordwaarts naar Hospental om daar na de samenvloeiing met de Furkareuss de Reuss te vormen, en ten zuiden van Andermatt ligt de vallei van de Unteralpreuss, waar vlak ten zuiden van het centrum van Andermatt de Oberalpreuss in uitmondt, alvorens de Unteralpreuss zelf in Andermatt uitmondt in de Reuss. 
Langs de vallei van de Gothhardreuss ligt ook de weg naar de Gotthardpas (richting Leventina, kanton Ticino).
Ten noorden van Andermatt stroomt de Reuss dan door de Schöllenenkloof naar het Reusstal centraal in het kanton Uri. Doordat de verbindingen naar de omliggende drie kantons en de verbinding naar de rest van Uri alle door geografische belemmeringen worden bemoeilijkt, heeft de vallei altijd een eigen leven geleid. Geografisch gezien maakt een deel van de gemeente Airolo uit Ticino ten noorden van de Gotthardpas ook deel uit van de vallei.

## Geschiedenis

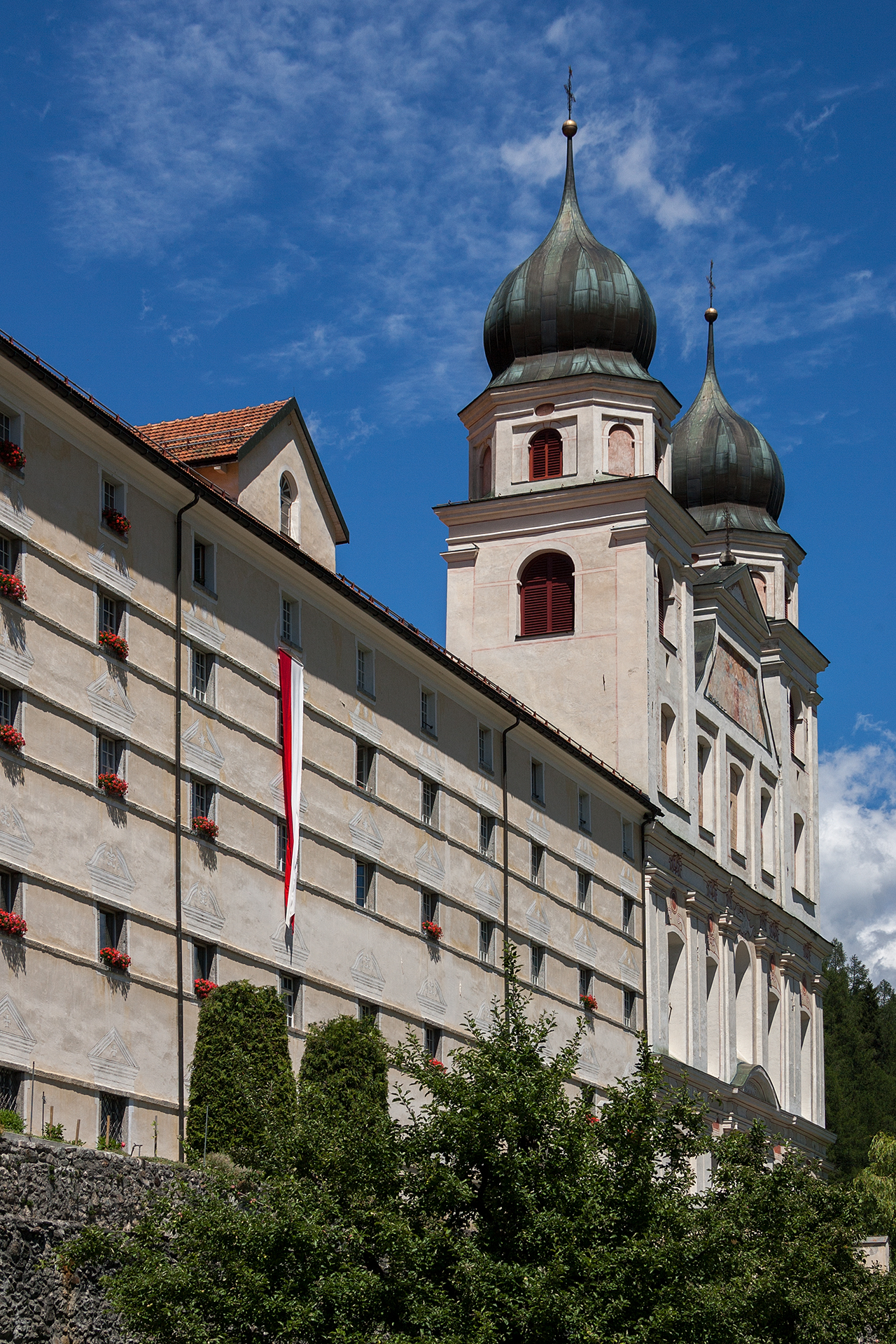
Abdij van Disentis

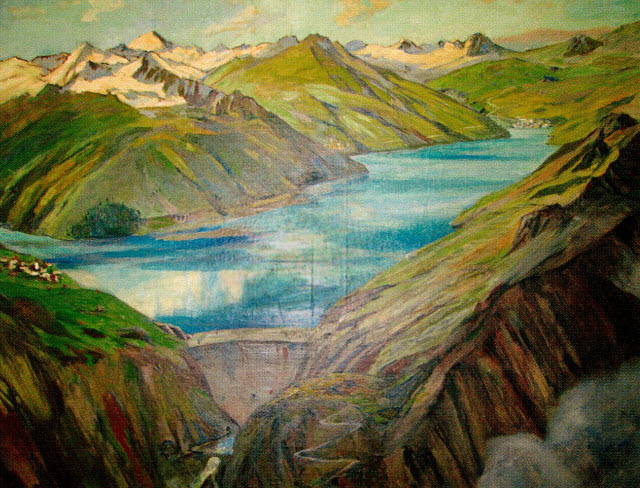
Schilderij met impressie van de geplande Stausee Urseren, door Hans Beat Wieland (ca. 1940)

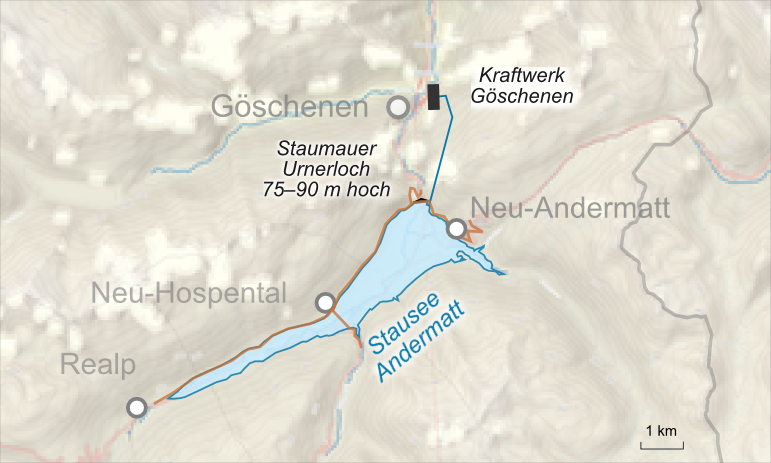
Plan voor Neu-Andermatt, Neu-Hospental en Neu-Realp aan een groot stuwmeer met een waterkrachtcentrale van 147 MW

De oudste gedocumenteerde naam van de vallei is Ursaria (1234). De naam gaat waarschijnlijk terug tot de Romaanse oorsprong en betekent zoiets als beerdal. Het oude wapen van de vallei komt hiermee overeen, een zwarte beer in het groen met een wit kruis op zijn rug. Het kruis symboliseert de vroegere banden met de abdij van Disentis.
Rond het jaar 800 kwam de vallei in het bezit van de abdij van Disentis, maar de inwoners hadden speciale rechten en privileges als kolonisten. Ze mochten bijvoorbeeld hun eigen baljuw kiezen, die lagere jurisdictie kreeg van de abt van Disentis. Sinds 1232 was de hoge jurisdictie in handen van de graven van Rapperswil, de leenheren van de abdij van Disentis. De relatie tussen de abdij en Ursern was echter vaak erg gespannen.
De kolonisatie van de Urserenvallei door de Walsers vond plaats voor de 12e eeuw. De oorspronkelijke Romaanse bevolking werd geassimileerd. 
Nadat de familie Rapperswil was uitgestorven, ging het leen van Urseren in 1283 over naar het Huis Habsburg en in 1317 naar een lagere edelman uit Uri. Uri probeerde bij verschillende gelegenheden de controle over het dal van de Urseren te krijgen om zo de volledige controle over de Gotthardpas te verkrijgen. In 1332/1333 barstte de Disentiner Krieg, een conflict tussen Urseren en Uri enerzijds en de abdij van Disentis anderzijds, uit in een veldslag op de Oberalp, die eindigde in de nederlaag van de abt. 
In 1382 verleende de Duitse koning Wenceslaus de rijksvrijheid aan Urseren met een vrijheidsoorkonde. Deze vrijheid werd meerdere malen bevestigd, voor het laatst door keizer Maximiliaan II in 1566.
In 1410 sloot de dalgemeente Urseren een eeuwigdurend landcharter met de deelstaat Uri en werd zo onderdeel van de Oud-Zwitserse Confederatie. Uri nam de rol van externe vertegenwoordiger op zich, maar Urseren behield uitgebreide interne vrijheden. Het landrecht werd herhaaldelijk vernieuwd, voor het laatst in 1779. In 1649 werden de laatste verplichtingen aan de abdij van Disentis opgezegd.
Op 22 mei 1798 werd Urseren deel van het Helvetische kanton Waldstätten, en vervolgens in 1803 van het kanton Uri. Tijdens de coalitieoorlogen werd het dal zwaar verwoest en moesten er soms wel 10.000 soldaten standhouden. Om beurten bezetten Russische, Franse en Oostenrijkse troepen de vallei.
Meerdere plannen en projecten voorgesteld tussen 1920 en 1944 om van het dal van de Urseren één stuwmeer te maken en de dorpen Andermatt, Hospental en Realp onder water te zetten, werd niet gerealiseerd. Tussen 1920 en 1946 verzette de bevolking zich met succes tegen de stuwmeerprojecten die nadien van tafel werden geveegd.

## Economie
Een van de belangrijkste tradities in het Urserental was de productie van kaas. De "Urseler" of "Urserer" kaas was bekend in de 18e eeuw en werd ver buiten de streek geleverd. De relatief vette kaas werd in hoge blokken gegoten en in boomschors gewikkeld voor transport. Om de kaas te eten werd een gat in het kaaswiel geboord en geleidelijk uitgehold. De kaas werd beschouwd als een specialiteit voor kenners, omdat hij alleen werd gegeten als hij erg rijp was, waardoor hij een sterke geur had.
Door de ligging aan verschillende strategisch belangrijke Alpenpassen was de handel in muilezels eeuwenlang een belangrijke bron van inkomsten. Door de toenemende uitbreiding van de Gotthardpasweg en de aanleg van de spoorlijn en wegtunnels verdween deze industrie volledig in de loop van de 20e eeuw.
De belangrijkste economische sector is tegenwoordig het toerisme. Het vakantieoord Andermatt heeft naam gemaakt als wandel- en wintersportbestemming. In Andermatt werd ook geïnvesteerd in de uitbouw van luxe hotels, skiresorts en een golfbaan.

## Mobiliteit

### Wegverkeer
De Furkapas in het westen is door de Hauptstrasse 19 verbonden met de Oberalppas in het oosten. Als alternatief voor de Furkapas kan men ook met de wagen op de trein en door de Furka-basistunnel sinds 1982. De Hauptstrasse 2 door de Schöllenenschlucht in het noorden leidt dan dwars door Urseren naar de Gotthardpas voor het noord-zuidverkeer.  Beiden komen samen bij Andermatt en lopen gezamenlijk tot Hospental alwaar de beide trajecten terug apart verder lopen.  Van 1924 tot 1980 konden wagens ook voor het noord-zuid-verkeer op de autotrein onder het Gotthardmassief door de Gotthardtunnel. Sinds de opening in 1980 van de Gotthard-wegtunnel kunnen auto's of over de pas of zelf onder Urseren door te rijden, maar werd de autotrein afgevoerd.

### Treinverkeer
De vallei van de Unseren wordt sinds 1925 van west naar oost doorkruist door de spoorlijn Brig - Disentis aangelegd en uitgebaat door de Furka-Oberalp-Bahn (FO) tot deze in 2003 na fusie opging in de Matterhorn Gotthard Bahn (MGB). De beperkte beschikbaarheid in wintermaanden in het westen van de Urseren werd opgevangen door de ingebruikname in 1982 van de Furka-basistunnel waarbij de spoorlijn niet meer over maar onder de Furkapas voert. Als Dampfbahn Furka-Bergstrecke blijft het historisch traject voor toeristen in de zomermaanden in gebruik. In Andermatt was en is altijd de overstap mogelijk op de spoorlijn Göschenen - Andermatt, ook gekend als de Schöllenenbahn, eerder al in 1917 aangelegd en sindsdien uitgebaat door de gelijknamige maatschappij die nadien ook werd overgenomen door de Furka-Oberalp-Bahn en mee opging in de Matterhorn Gotthard Bahn.
Al sinds 1882 ging het treinverkeer van noord- en centraal-Zwitserland naar Ticino en Italië onder Urseren en het omliggende Gotthardmassief door met de Gotthardtunnel. Maar niet meer sinds 2016, want sindsdien verloopt het merendeel van personen- en vrachttreinverkeer in die noord-zuid-richting niet meer onder Urseren maar onder de Surselva gezien de Gotthard-basistunnel ten oosten van de Oberalppas de Furka-Overalp-as kruist.